# Eugen Büchel
Eugen Büchel (* 8. August 1916; † 1978) war ein liechtensteinischer Bobfahrer.
Bei den 1936 in Garmisch-Partenkirchen stattfindenden IV. Olympischen Winterspielen war Büchel Mitglied der aus vier Sportlern bestehenden liechtensteinischen Delegation. Zusammen mit Eduard Theodor von Falz-Fein erreichte er im Zweierbob den 18. Platz.